# Abadía de Fossanova
La abadía de Fossanova o Fossa Nuova es un monasterio cisterciense italiano. Se encuentra en el término municipal de Priverno (provincia de Latina), a 5 km del centro urbano, cerca de la estación ferroviaria, y a unos 67 km al sudeste de Roma. Se trata del ejemplo más temprano de arquitectura cisterciense en Italia, así como uno de los más notables.
En este monasterio murió santo Tomás de Aquino en 1274, donde fue enterrado hasta el controvertido traslado a varios lugares de distintas partes de sus restos.

## Historia
El emplazamiento pudo ser un vicus romano que tomó el nombre de una construcción de alcantarillado de la cercana Privernum. Como revela la arqueología, evolucionó posteriormente en villa y finalmente en un cenobio benedictino, cuya existencia puede situarse en un momento tan antiguo como el siglo VI.
El papa Inocencio II instaló en 1134 a algunos monjes cistercienses de origen borgoñón. Hija de la abadía de Hautecombe, su construcción comenzó en 1163 y en 1208 fue consagrada por el papa Inocencio III. Fossanova fue a su vez casa madre de los monasterios de Santo Stefano del Bosco (1192-1514), Marmosoglio (1167-1396), Corazzo (1173-1809), Ferraria (1179-1807) y Zannone (1246-1295).
En 1798, la efímera República Romana, Estado satélite de la Francia napoleónica, disolvió los monasterios y Fossanova fue abandonada. Durante el siglo XIX fue ocupada por monjes trapenses y luego por cartujos y, en el siglo XX, por franciscanos. Desde 2017, la abadía es regentada por una comunidad de religiosos del Verbo Encarnado. Fue declarada monumento nacional en 1874.

## Iglesia abacial

### Exterior
La fachada es simple pero majestuosa. En el piso inferior se abre una puerta a los pies de la nave mayor, de arco apuntado, con arquivoltas desnudas y los capiteles de las columnas sumamente austeros. El ornato del tímpano reproduce en parte el esquema del rosetón, sobre un mosaico cosmatesco. A ambos lados, las naves laterales vienen cerradas por sendos arcos apuntados ciegos. La fachada debió estar precedida por un pórtico cubierto de bóveda de crucería, como evidencian los arranques que pueden observarse a ambos lados de los arcos ciegos laterales. El rosetón, que originalmente era algo más pequeño, consta de 24 columnas geminadas, que forman arcos apuntados. La fábrica de la iglesia se sostiene sobre muros maestros apoyados por contrafuertes.

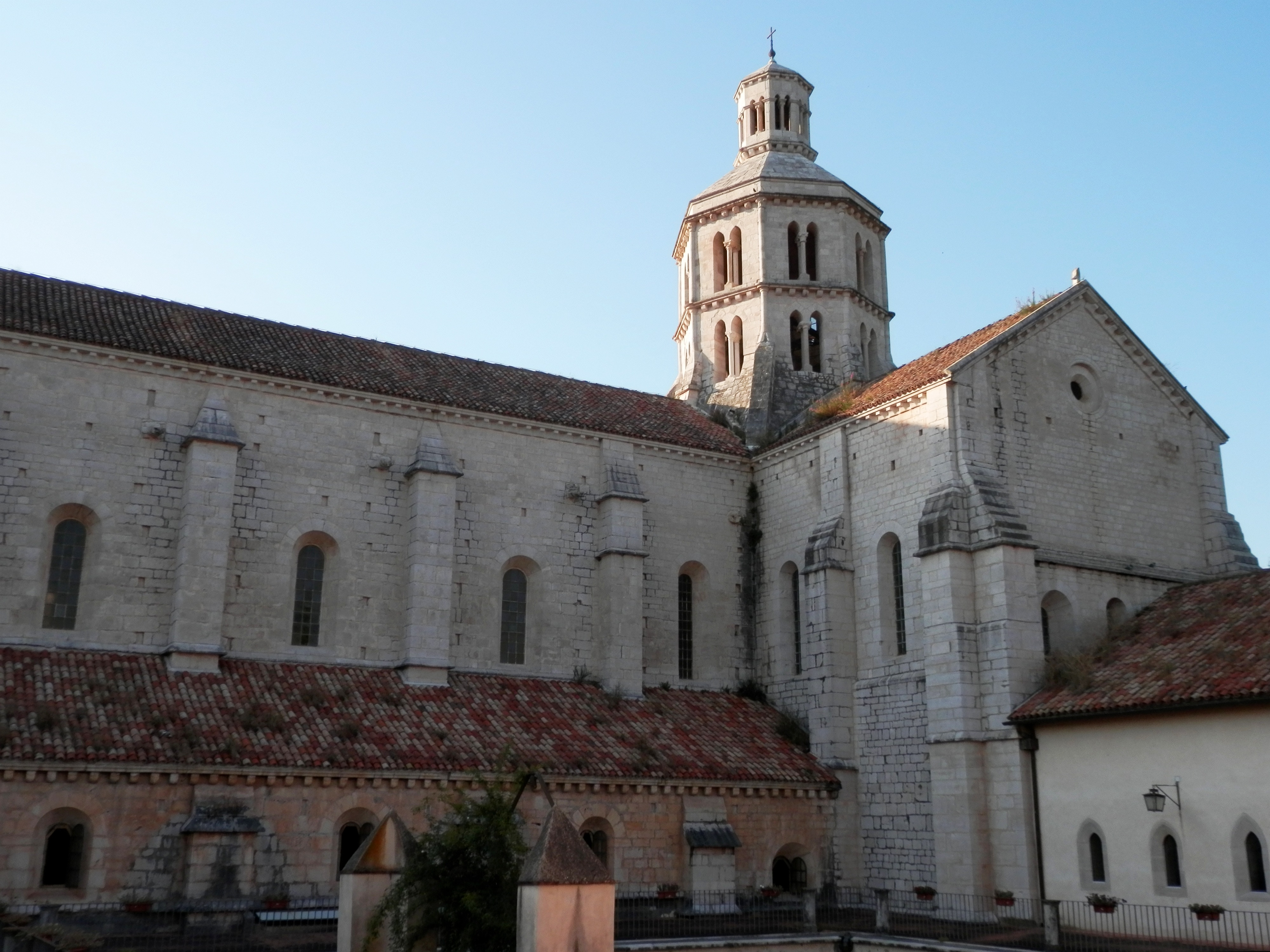
Exterior de la iglesia

### Interior

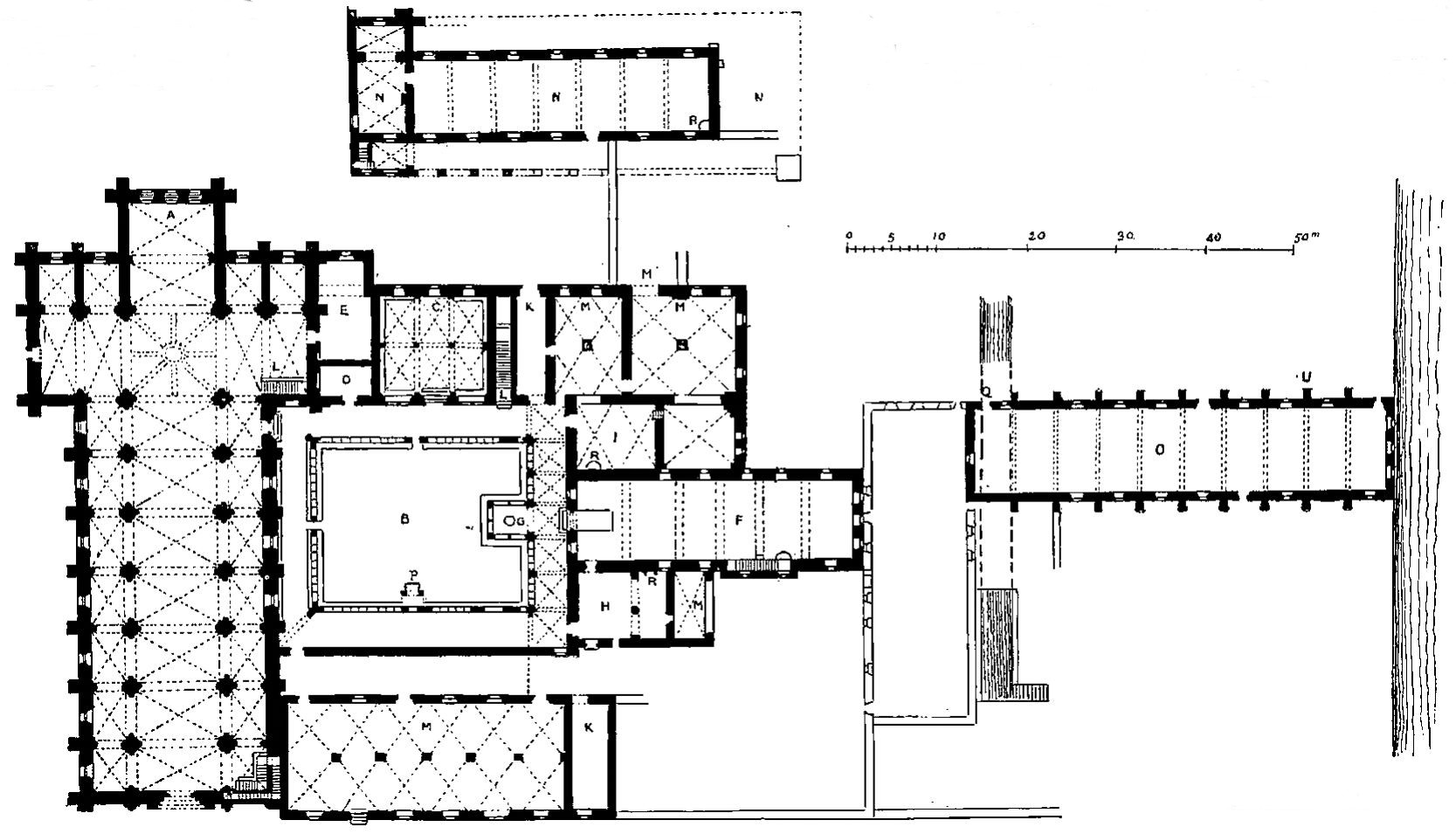
Plano del complejo monástico

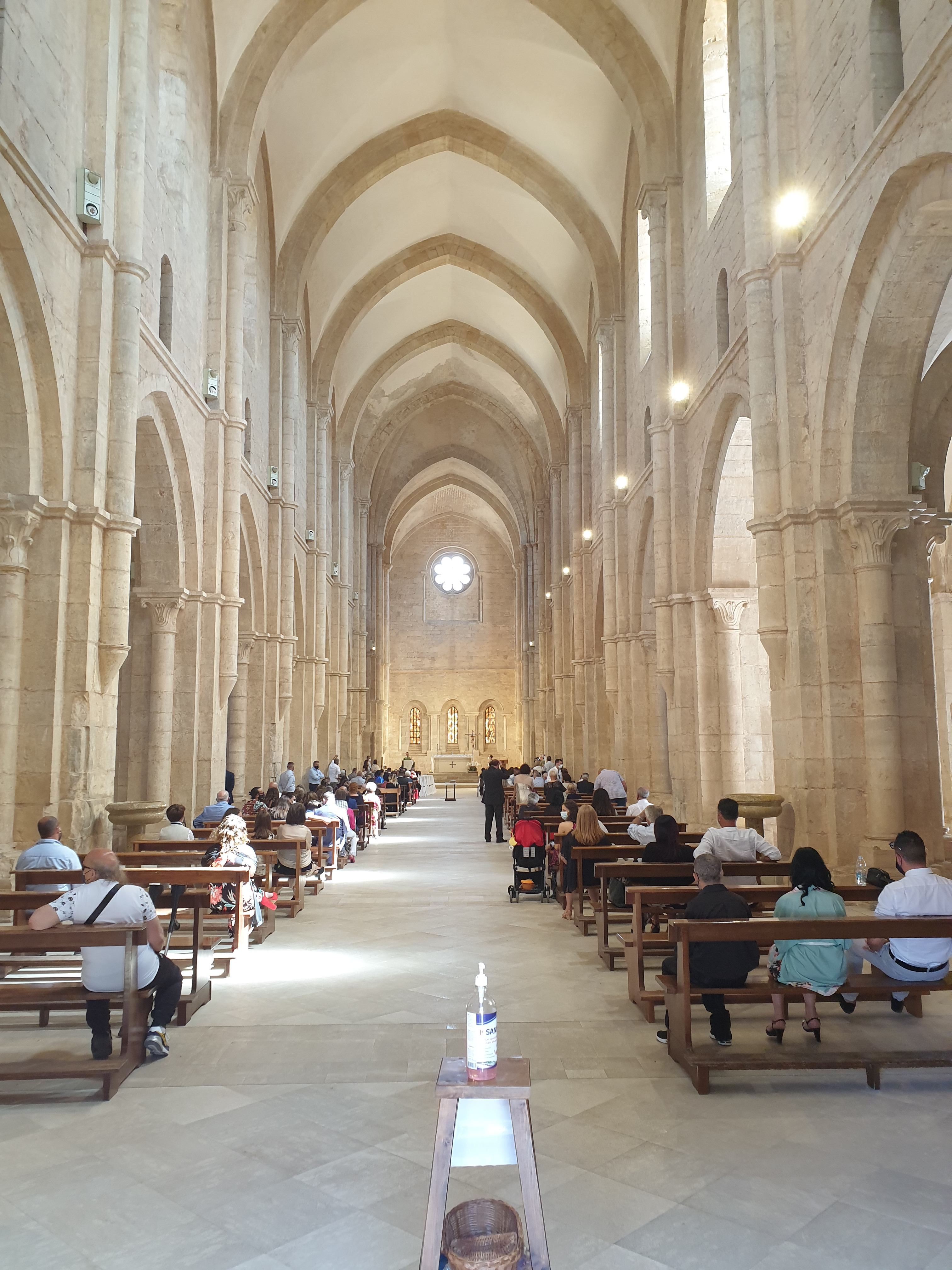
Interior de la iglesia

Se trata de un espacio típicamente cisterciense, de gran austeridad y magnificencia. La piedra se muestra desnuda excepto aquellos tramos de bóveda en los que el enlucido oculta la crucería. La estructura de la iglesia, construida enteramente en travertino, es de planta de cruz latina, tres naves, y siete tramos de bóveda de crucería hasta el transepto, tras el cual se prolonga un único tramo, que es un ábside cuadrangular. El transepto se compone de dos tramos longitudinales, siendo uno de ellos propiamente dos pares de capillas separadas por muros maestros, que flanquean el tramo del presbiterio. El tramo principal del transepto se compone de otros dos pares de tramos transversales y sobre el tramo central se eleva un cimborrio octagonal, de dos pisos de altura y culminado por una linterna. En el extremo sur del transepto, unas escaleras comunican el dormitorio con el templo. La nave central es el doble de alta que las laterales. En su piso superior se abren en el centro de cada tramo unos estrechos ventanales de arco de medio punto y una sencilla cornisa separa visualmente ambas alturas. Durante una restauración a comienzos del siglo XXI se instaló un nuevo pavimento.

## Otras dependencias
El complejo abacial sigue la composición benedictina típica: claustro -alrededor del cual se disponen el resto de dependencias-, sala capitular, dormitorio de los monjes, dormitorio de los legos, refectorio y cocina, además de casa de peregrinos, cementerio y enfermería.

### Claustro

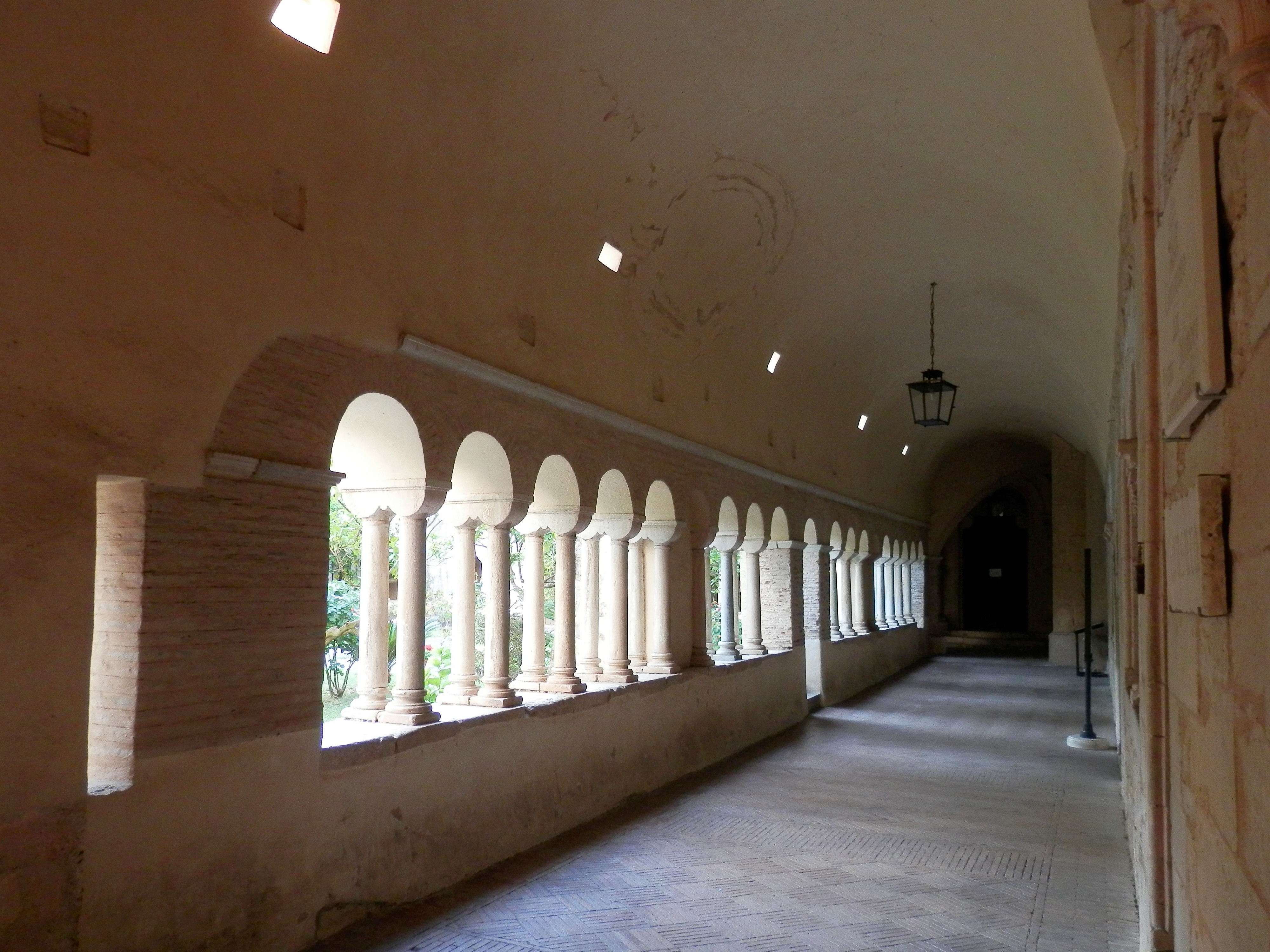
Claustro

El claustro tiene tres lados románicos y uno, más tardío, gótico. Los lados románicos presentan arcos de medio punto sostenidos por pares de columnas y las galerías se cubren por bóveda de cañón. El lado meridional, gótico, presenta arcos apuntados y un estilo algo menos austero, que no llega a desentonar con la simplicidad del conjunto. Hacia el interior y en frente de la puerta del refectorio, se conserva el lavabo monacal, del siglo XIII.

### Sala capitular
La sala capitular, construida durante el siglo XIII en un estilo netamente gótico, se compone de tres naves y dos tramos, cubiertos de bóveda de crucería y sostenida por cuatro pilastras, dos de las cuales son exentas. Los detalles decorativos son de una gran elegancia de formas.

### Refectorio
El amplio refectorio se compone de una única nave dividida en seis tramos de longitud ligeramente desigual, cubiertos por un techumbre de madera sostenida por arcos apuntados de piedra. Cada tramo tiene un ventanal que, aun siendo ciegos algunos de ellos, confieren una gran luminosidad al espacio. Conserva, por último, el púlpito para la lectio y su escalera.

### Enfermería y capilla de Santo Tomás de Aquino

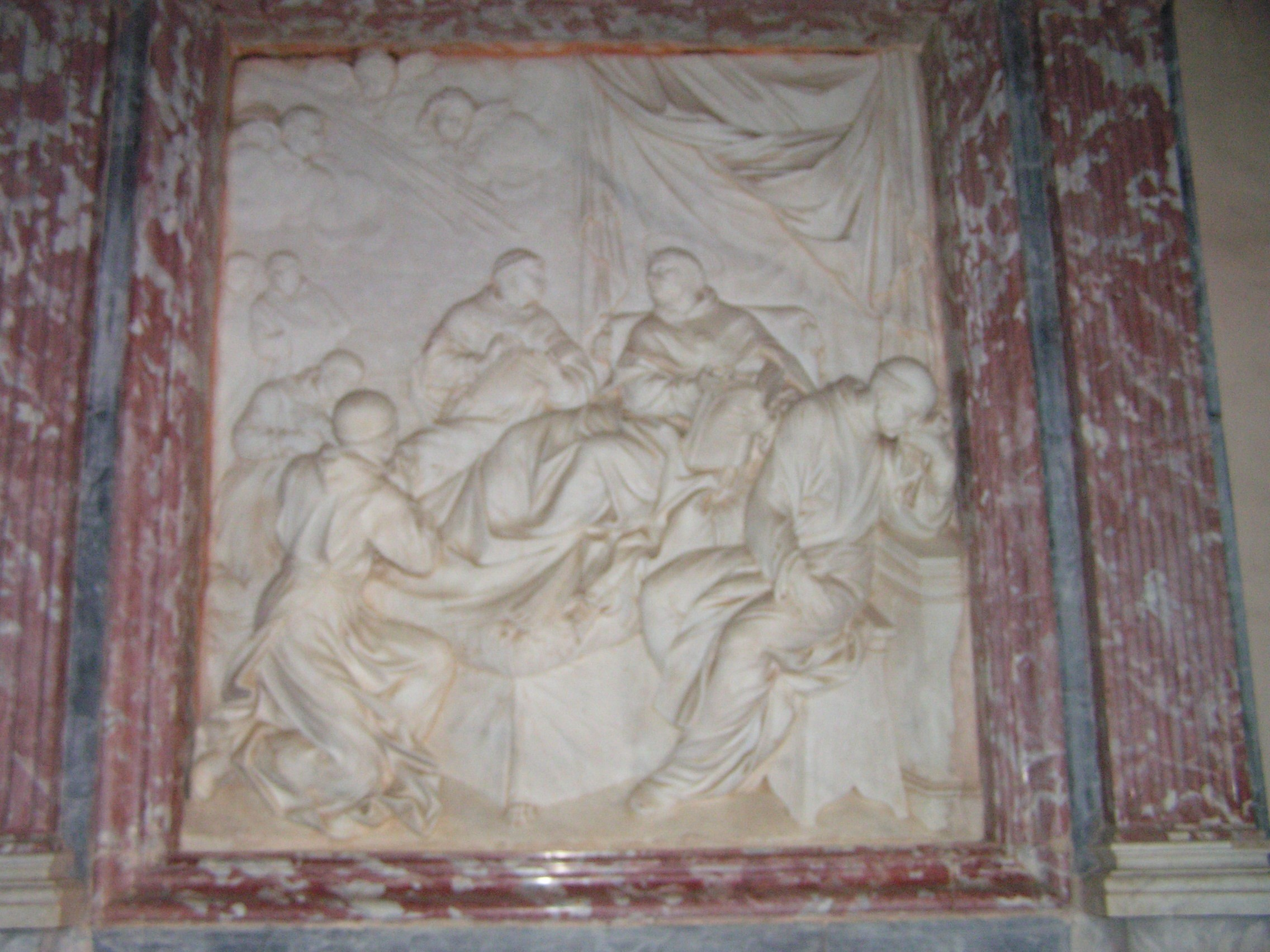
Capilla de Santo Tomás de Aquino

Separada del conjunto de dependencias que orbitan en torno al claustro, se encuentra la enfermería de los monjes. En el segundo piso, en la celda en la que murió el Aquinate se erigió una capilla. Sobre el altar de la misma, un bajorrelieve barroco muestra la muerte del santo mientras explicaba el Cantar de los Cantares a los monjes.